# 百合路站
百合路站（蒙古语：ᠪᠠᠢ ᠾᠧ ᠵᠠᠮ）是呼和浩特地铁2号线的地铁车站，位于中华人民共和国内蒙古自治区呼和浩特市新城区万通路街道成吉思汗东街与百合路交叉口地下，2020年10月1日開通运营。

## 车站结构
百合路站位于成吉思汗东街与百合路交叉口，沿成吉思汗东街呈东西向布置，长319.4米，标准段宽度为22.7米，为地下两层岛式车站。
| 地面              | 出入口 | A-D出入口 |
| 地下一层          | 站厅   | 客服中心、自动售票机、验票机                                                                                  |
| 地下二层          | 站台层 | \| \| \| █ 2号线往阿尔山路（北山公园） \| \| 島式 · 開左邊车门 \| \| \| \| \| \| █ 2号线往塔利东路（新店） \| |
|                   |        | █ 2号线往阿尔山路（北山公园）                                                                                 |
| 島式 · 開左邊车门 |        | |
|                   |        | █ 2号线往塔利东路（新店）                                                                                     |

## 车站出口
百合路站共设4个出口，各出口及周围设施如下所示：
| 出口编号            | 照片 | 地点                 | 可到达目的地             |
| ------------------- | ---- | -------------------- | ------------------------ |
| A · 出口            |      | 成吉思汗东街（北侧） | 内蒙古意林食品有限公司   |
| B · 出口            |      | 成吉思汗东街（南侧） | 内蒙古自治区大学生创业园 |
| C · 出口 · （设有） |      | 成吉思汗东街（南侧） | 绿地之窗                 |
| D · 出口 · （设有） |      | 成吉思汗东街（北侧） | 呼市城投·东望            |
| 图例： 设有         |      |                      |                          |

## 接驳交通

### 公交车
- 呼和浩特科技城（总部）：66路、68路、110路、K7路

## 历史
- 2018年8月30日，车站主体结构封顶[3]。
- 2020年10月1日，本站随2号线通车一同开通[1]。